# Яцево
Яцево — кладовище в Чернігові, розташоване на сході міста, одне з 5 діючих. Найбільше в Чернігові, входить до 10 найбільших кладовищ України. Відкрито 1974 року.
На території кладовища у 1996 р. збудовано Церкву святителя Феодосія.
21 листопада 2018 р. урочисто відкрито каплицю Архистратига Божого Михаїла на честь полеглих за Україну воїнів. Її споруджено у 108-му секторі кладовища, де поховані загиблі учасники Антитерористичної операції та операції Об'єднаних сил. Будівництво каплиці розпочалося в 2016 р. за ініціативи ГО «Єдина родина Чернігівщини», очолюваної батьком загиблого воїна Миколою Шанським.
На кладовищі виділено окрему ділянку, де здійснюється поховання воїнів, полеглих у Другій світовій війні. Так, 22 червня 2009 р. тут було перепоховано 15 радянських вояків, а 21 вересня 2020 р. перепоховано М. Грязнова, полеглого на території Курської обл. (нині — Російська Федерація).

## Російсько-українська війна
24 лютого 2022 року війська Російської Федерації відкрито вторглися в Україну. Внаслідок наступальних дій армії РФ кладовище зазнало суттєвих руйнувань. У пошуках порятунку від російських обстрілів мирні жителі з мікрорайону Бобровиця та села Новоселівка прийшли до Церкви святителя Феодосія, розташованої на кладовищі. Але у період із 13 по 15 березня росіяни розстріляли церкву з артилерії. Під час облоги Чернігова територія кладовища була повністю захоплена росіянами: у виробничих та адміністративних приміщеннях розташовувалися російські військові та переховували свою техніку, алеями цвинтаря їздили російські танки. 
Загарбники були тут всюди. І в нашому приміщені, і на території церкви. Ось там службове приміщення, там столярний цех — вони там сиділи. Танк стояв за цим приміщенням, вони переїжджали доріжку і вели вогонь по наших позиціях. Так само стояли вони і в нашому іншому приміщені, заїхали бронетехнікою сюди. Вивалили стіни і сиділи там. (Костянтин Борсук, начальник виробничої бази «Яцево») 

## Поховані діячі культури та науки, громадські та політичні діячі
- Боднарук Любомир Мирославович (1938—2009) — хормейстер, музикант та педагог, заслужений діяч мистецтв України[7].
- Груша Анатолій Микитович (1939—2003) — невропатолог, заслужений лікар Української РСР, доктор медичних наук, академік Української академії національного наукового прогресу (УАННП), головний лікар Чернігівської обласної лікарні (1974—2003).
- Ємець Володимир Володимирович (1938—2019) — український живописець, народний художник України.
- Карнабіда Андрій Антонович (1927—2005) — український архітектор, мистецтвознавець, краєзнавець. Кандидат архітектури (1974), член Національної спілки архітекторів України (1958), член-кореспондент Академії архітектури України (1994), лауреат премії в галузі містобудування і архітектури імені І. Моргілевського від Українського товариства охорони пам'яток історії та культури.
- Коваленко Володимир Петрович (1954—2016) — український вчений-історик, археолог.
- Костарчук Віктор Миколайович (1918—2001) — український вчений-математик та організатор вищої освіти, кандидат фізико-математичних наук, професор. Впродовж 27 років очолював Чернігівський педагогічний інститут та був Головою Правління обласної організації товариства «Знання».
- Костарчук-Решетнюк Раїса Іванівна (1948—2014) — українська актриса, майстер поетичного слова і громадська діячка, заслужена артистка України[8].
- Коцюбинський Юлій Романович (1934—2000) — заслужений працівник культури України, літературознавець. Онук Михайла Коцюбинського.
- Кузнєцов Герард Олексійович (1925—2020) — український краєзнавець, почесний громадянин м. Чернігів (2005).
- Мельник Анатолій Іванович (1953—2021) — український науковець і політичний діяч, голова Чернігівської обласної ради.
- Поляков Антон Едуардович (1987—2021) — колишній український політик, народний депутат XIX скл. від Слуги народу (в.о. № 206, частина Новозаводського району Чернігова, Ріпкинський, Чернігівський райони), безпартійний.
- Реп'ях Станіслав Панасович (1938—2012) — український поет, прозаїк, публіцист, громадський діяч, літературний критик, перекладач, журналіст. Заслужений працівник культури України та Чуваської АРСР.
- Сарана Валерій Юрійович (1947—2018) — український громадський діяч, перший голова Чернігівської краєвої організації Народного Руху України (1990—1992), член оргкомітету Установчого з'їзду Народного Руху України (1989)[9].
- Уманець Микола Васильович (1925—1986) — український радянський і компартійний діяч, депутат Верховної Ради СРСР 8—10-го скликань. Член ЦК КПУ в 1971—1986 рр. Член Ревізійної комісії ЦК КПРС в 1981—1986 рр.
- Устинов Віктор Матвійович (1926—2018) — український радянський архітектор, у 1960-х — 1970-х — головний архітектор Чернігова.
- Шкурко Анатолій Никифорович (1924—2019) — український художник, член Національної спілки художників України з 1960 р. Заслужений художник України з 1996 р. , народний художник України з 2009 р.
- Шльончик Олександр Микитович (1921—2008) — український майстер народних музичних інструментів та музикант.

## Поховані видатні спортсмени
- Сурабко Григорій Миколайович (1951—1998) — український парашутист, Заслужений майстер спорту СРСР із парашутного спорту, абсолютний чемпіон світу з класичного парашутизму (1976), абсолютний чемпіон СРСР 1977 року. Тренер національної збірної команди України та збірної команди Військово-повітряних Сил України.

## Поховані учасникиАТО,ООСна Сході України
- Білокуров Олександр Сергійович — сержант Збройних сил України. Один із «кіборгів».
- Білоус Ілля Костянтинович (1996—2015) доброволець патрульної служби міліції особливого призначення «Чернігів».
- Близнюк Володимир Володимирович (1988—2014) — старший солдат Збройних сил України.
- Богуш Андрій Васильович (1977—2014) — військовик Збройних сил України, водій-електрик 24-й батальйон територіальної оборони «Айдар» Збройних сил України.
- Бруй Микола Віталійович (1986—2014) — український військовик, старший солдат, гранатометник 2-го механізованого відділення 2-го механізованого взводу 2-ї механізованої роти механізованого батальйону 1-ї окремої гвардійської танкової бригади (Гончарівське).
- Бурлака Олег Анатолійович (1972—2015) — сержант Збройних сил України.
- Бушнін Євген Валерійович — солдат, розвідник (8-й окремий полк спеціального призначення).
- Денисов Микола Віталійович  (1990—2019) — старший сержант Збройних сил України, учасник російсько-української війни.
- Запека Віктор Олександрович — рядовий міліції, батальйон патрульної служби міліції особливого призначення «Чернігів».
- Іщенко Андрій Васильович (1979—2014) — рядовий МВС України.
- Коновалов Олексій Ігорович (1970—2014) — український військовослужбовець, капітан Збройних сил України.
- Кононович Іван Миколайович (1987—2014) — військовик, стрілець, солдат резерву Батальйону імені Кульчицького.
- Лобода Вадим Михайлович (1983—2014) — солдат Збройних сил України.
- Лось Роман Миколайович (1984—2016) — сержант міліції, міліціонер 3-го взводу 2-ї роти спецбатальйону «Чернігів» УМВС України в Чернігівській області.
- Нешко Ігор Володимирович (1978—2015) — старший прапорщик Державної прикордонної служби України, учасник російсько-української війни.
- Полегенько Дмитро Павлович (1988—2014) — солдат 13-го батальйону територіальної оборони «Чернігів-1».
- Пономаренко Дмитро Олександрович (1981—2017) — український військовослужбовець, молодший сержант Повітряних сил Збройних сил України.
- Рябий Віталій Вікторович (1989—2014) — сержант Збройних сил України.
- Тітарчук Володимир Іванович (1968—2014) — капітан Збройних сил України, танкіст 1-ї окремої танкової бригади. Учасник російсько-української війни, загинув у боях за Донецький аеропорт. Один із «кіборгів».
- Чередніченко Денис Ігорович (1985—2014) — солдат Збройних сил України.
- Шанський Андрій Миколайович (1979—2014) — капітан, Міністерство внутрішніх справ України.
- Шик Олександр Геннадійович (1981—2014) — старший сержант Збройних сил України.

## Поховані в 2022—2024 роках
- Ловар Дмитро Миколайович (1972—2023) — сержант Сил спеціальних операцій Збройних сил України, учасник російсько-української війни.
- Романченко Дмитро Юрійович (1997—2022) - капітан Збройних Сил України, командир розвідувальної роти 54-ї окремої механізованої бригади імені гетьмана Івана Мазепи. Учасник російсько-української війни, який загинув у ході російського вторгнення в Україну в 2022 році. Указом Президента України N°396/2023 (8 липня) присвоєно звання Герой України з удостоєнням ордена «Золота Зірка» Романченку Дмитру Юрійовичу — капітану (посмертно).

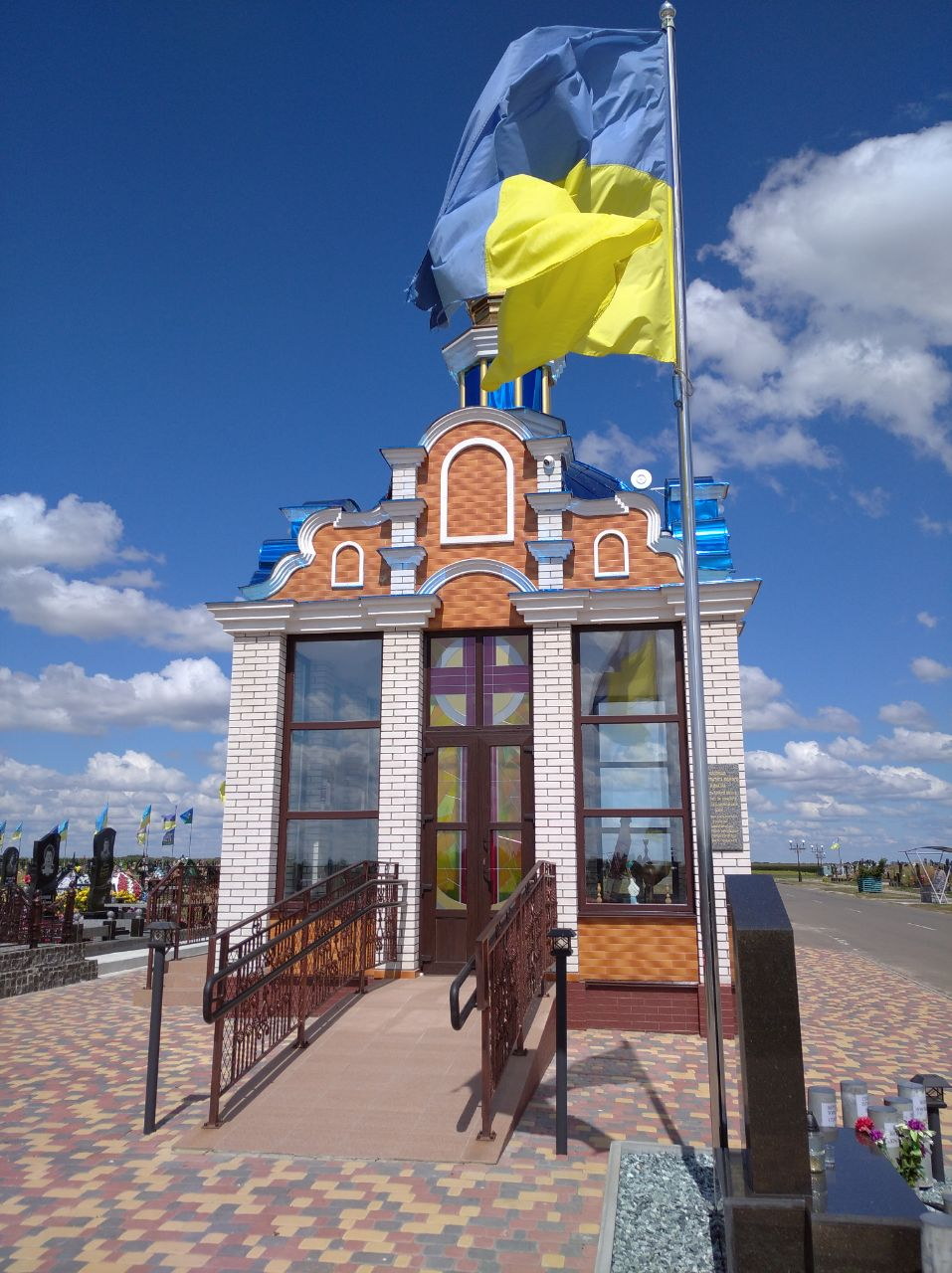
Каплиця святого Архистратига Михаїла
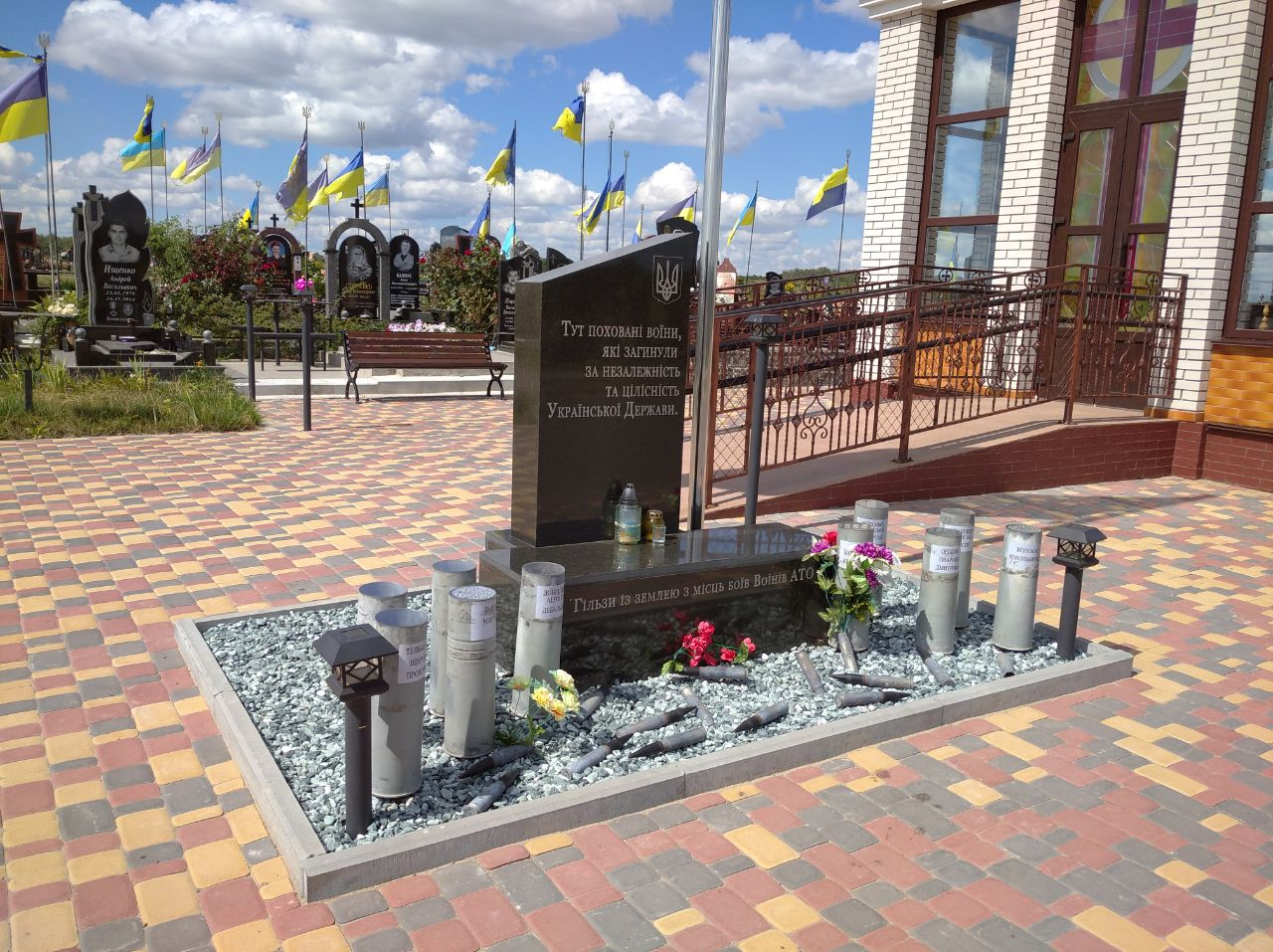
Кладовище Яцево (м.Чернігів). Пам'ятний знак воїнам, полеглим за Україну

## Поховані миротворці
- Койдан Юрій Анатолійович (1975—2003) — старший сержант 5 ОМБр. Загинув на території української бази «Аль-Кут», розташованої в польському секторі Іраку.

## Полеглі на фронтах Другої світової війни
- Попудренко Микола Микитович (1906—1943) — партійний діяч УРСР, у роки Німецько-радянської війни — секретар Чернігівського підпільного обкому КП(б)У, один з організаторів радянського партизанського руху на території України, командир Чернігівського обласного партизанського загону. Герой Радянського Союзу.

## Учасники Другої світової війни
- Капранов Василь Логвинович (1904—1950) — український радянський партійний діяч, учасник партизанського руху, голова Чернігівського облвиконкому. Депутат Верховної Ради УРСР 2-го скликання.

## Галерея

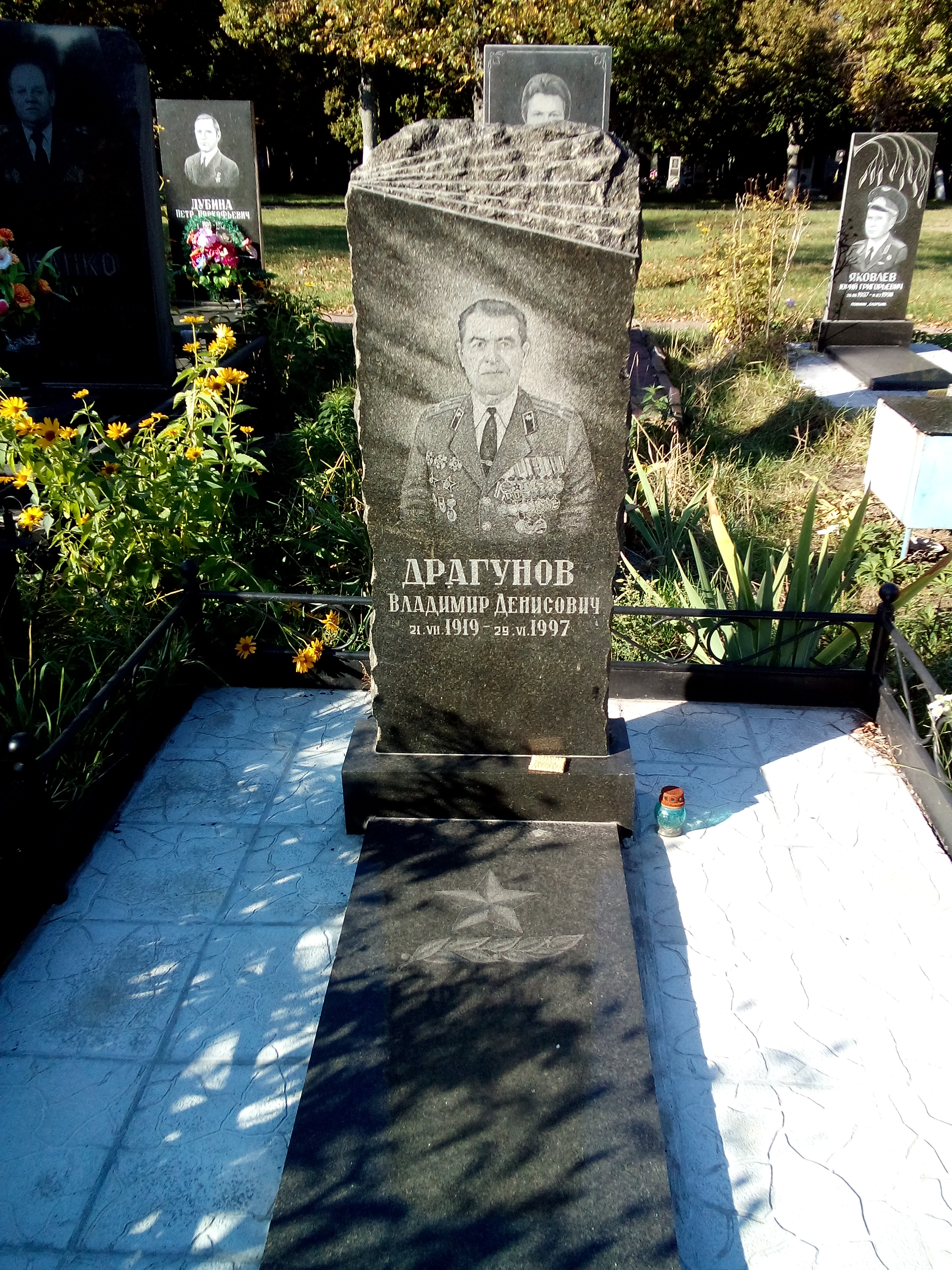
Могила учасника Другої світової війни, керівника штабу «Пошук», члена робочої групи «Книга пам'яті» Драгунова В.Д.
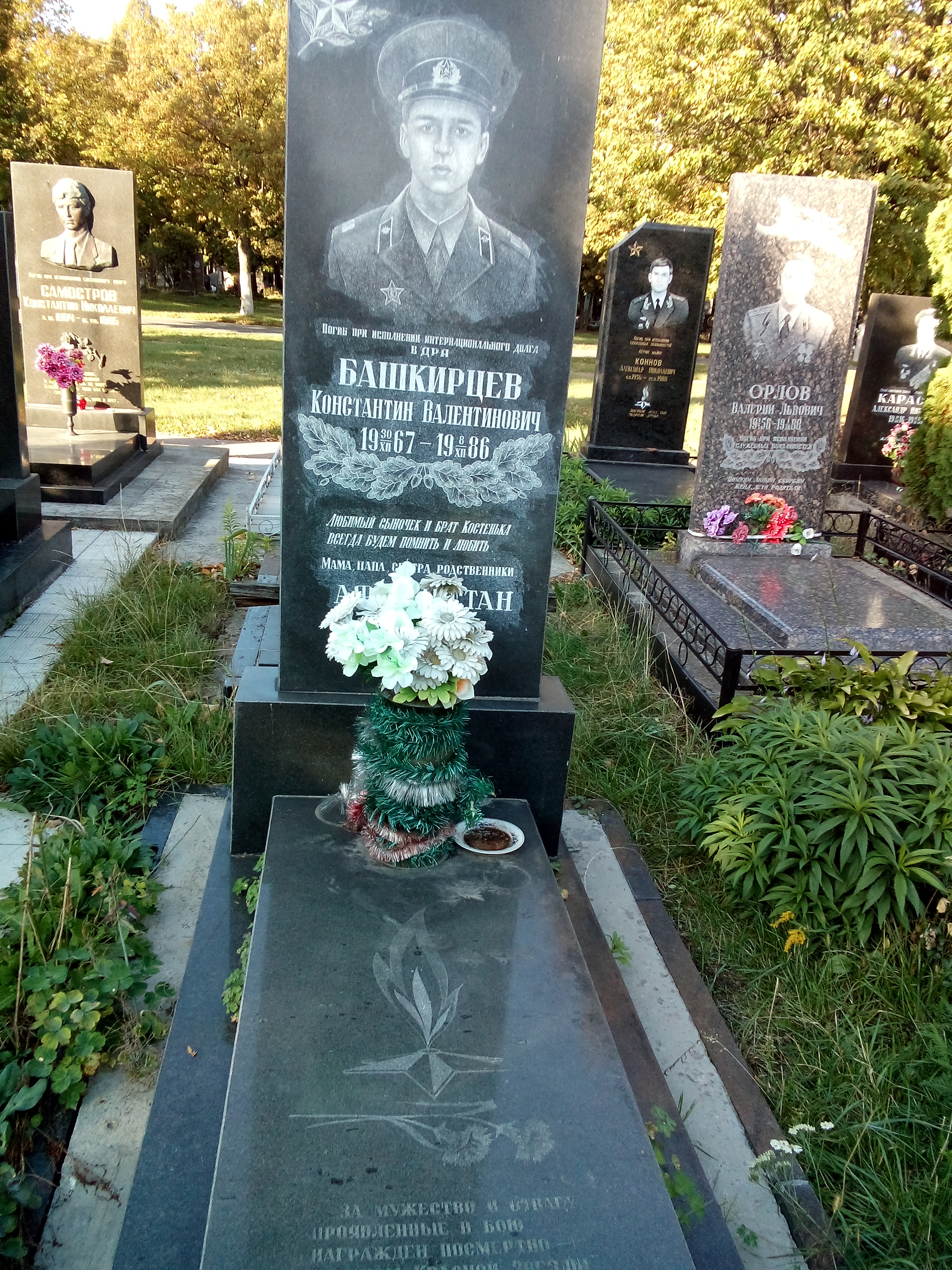
Могила воїна-інтернаціоналіста Башкірцева К.В. (1967-1987рр.)
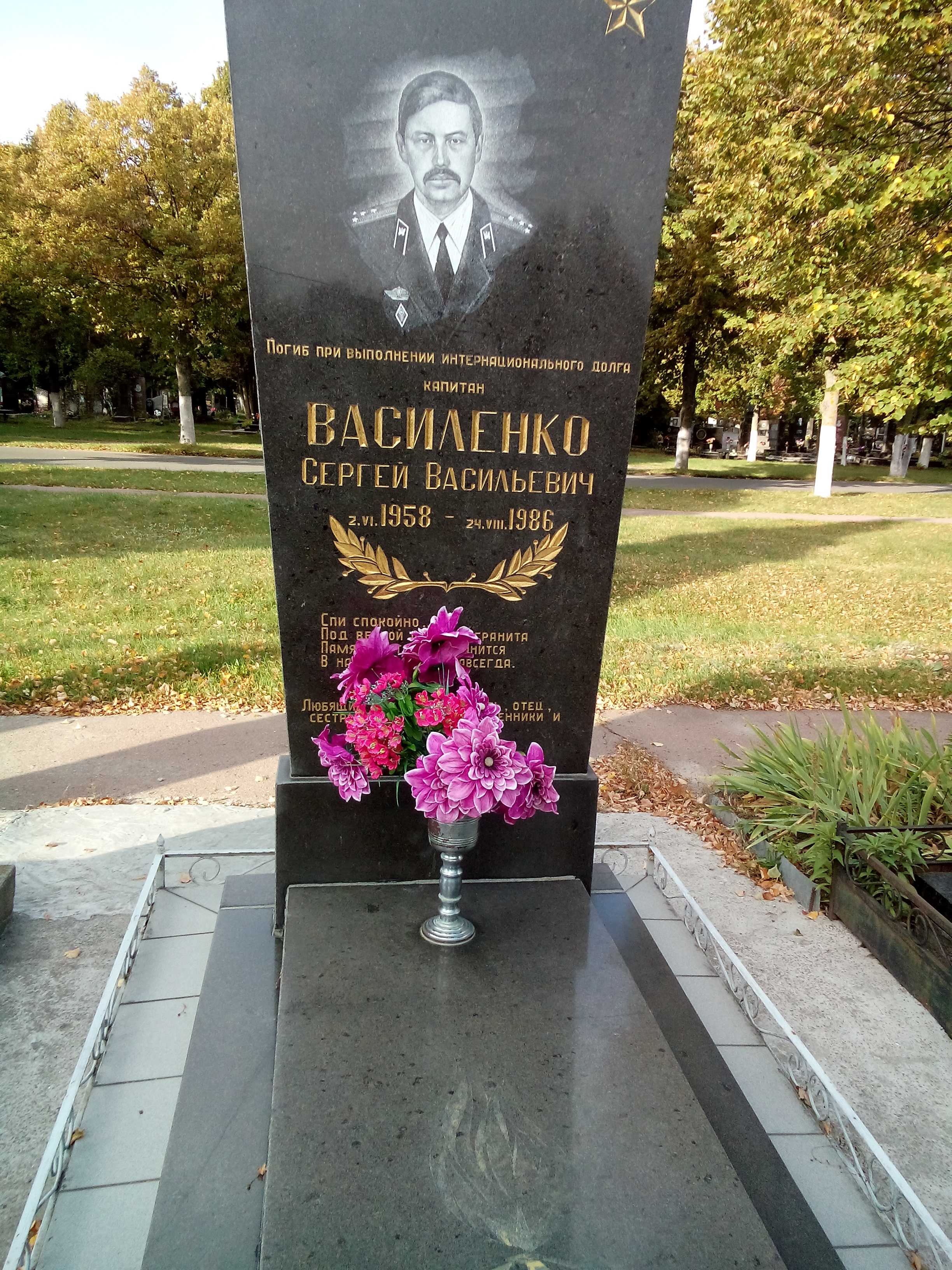
Могила воїна-інтернаціоналіста С.В. Василенка (1958-1986рр.)
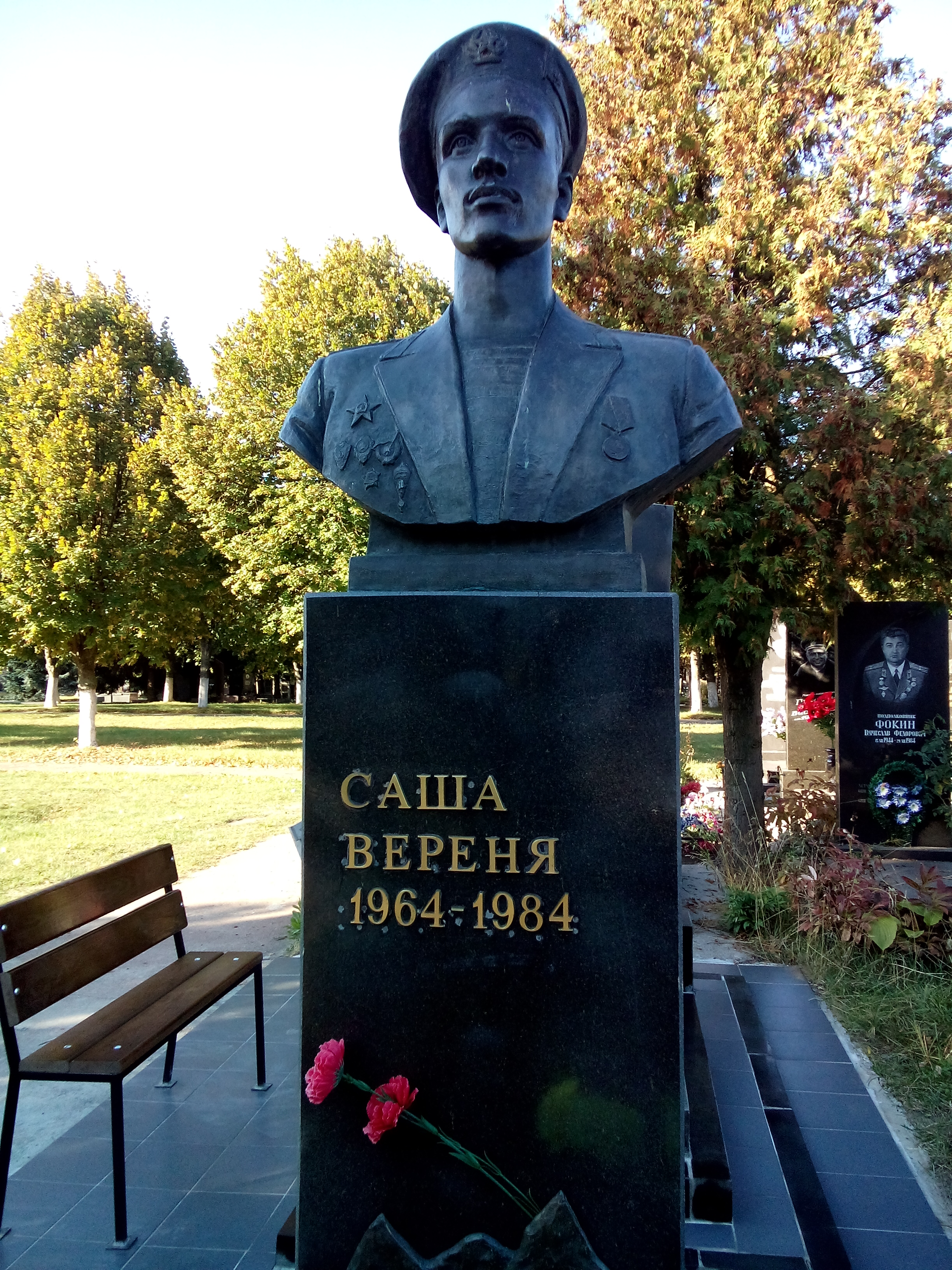
Могила воїна-інтернаціоналіста Верені О. (1964-1984 рр.)
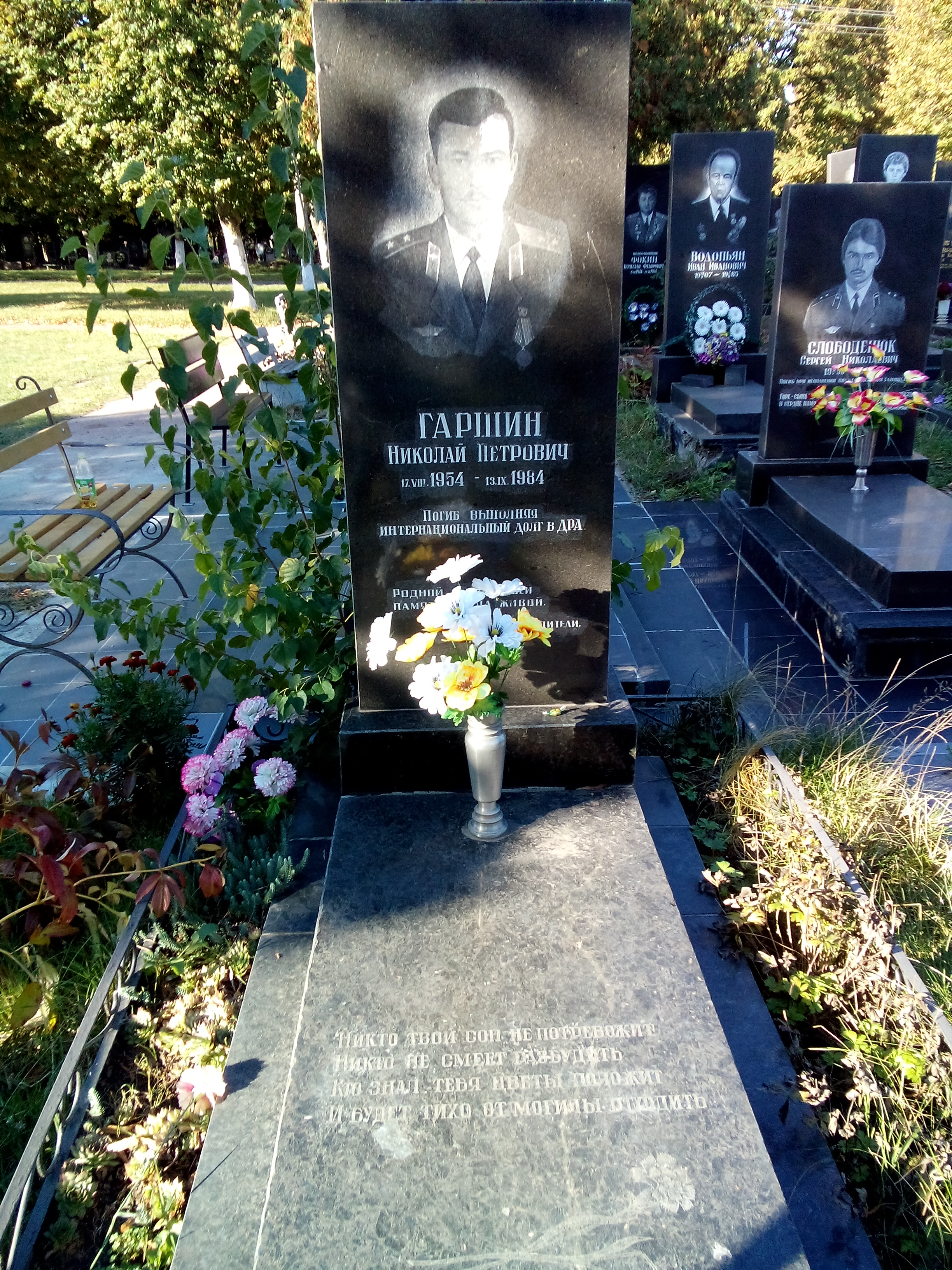
Могила воїна-інтернаціоналіста Гаршина (1954-1984рр.)
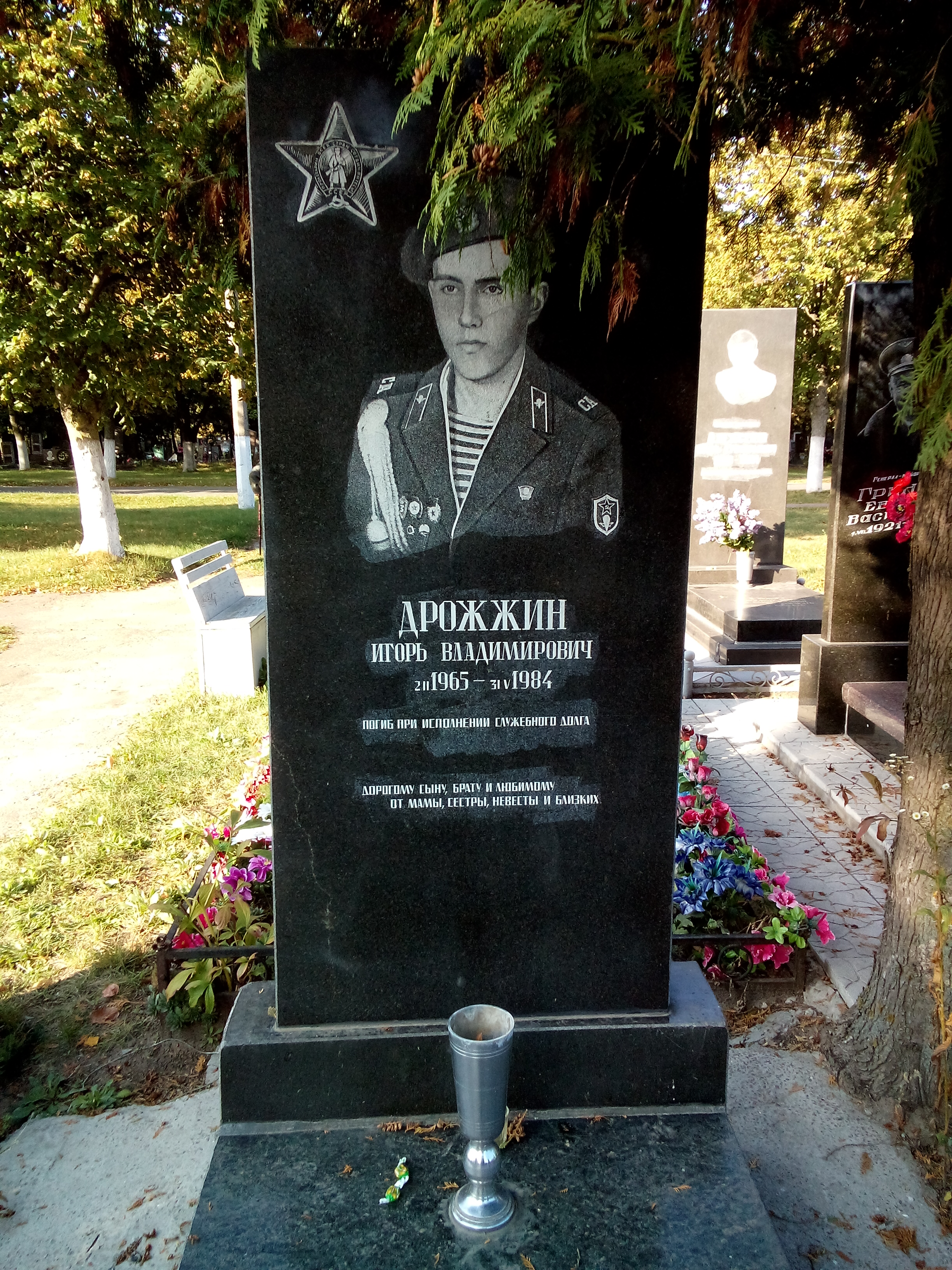
Могила воїна-інтернаціоналіста Дрожжина І.В. (1965-1985рр.)
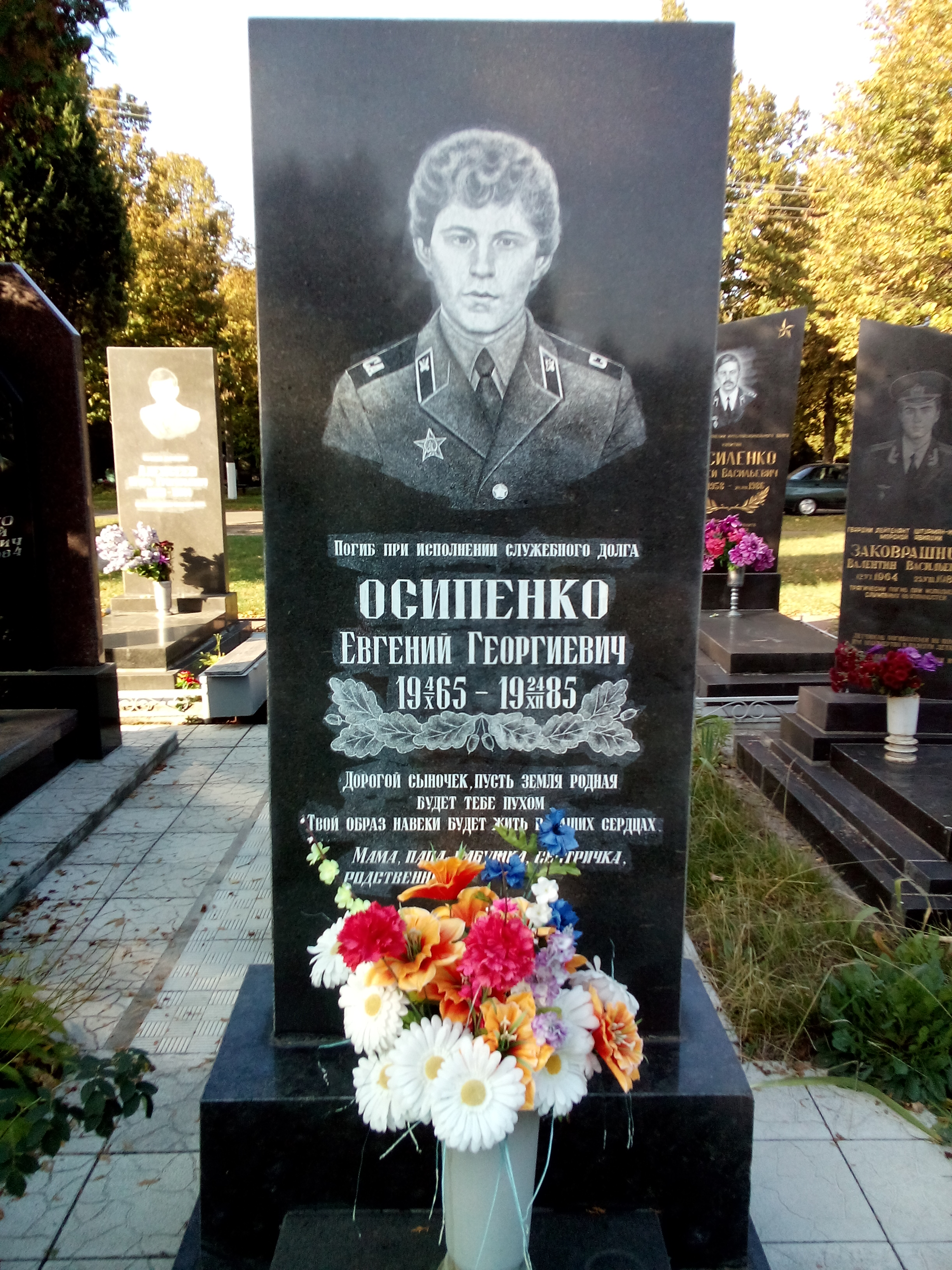
Могила воїна-інтернаціоналіста Осипенка Є.Г. (1965-1985рр.)
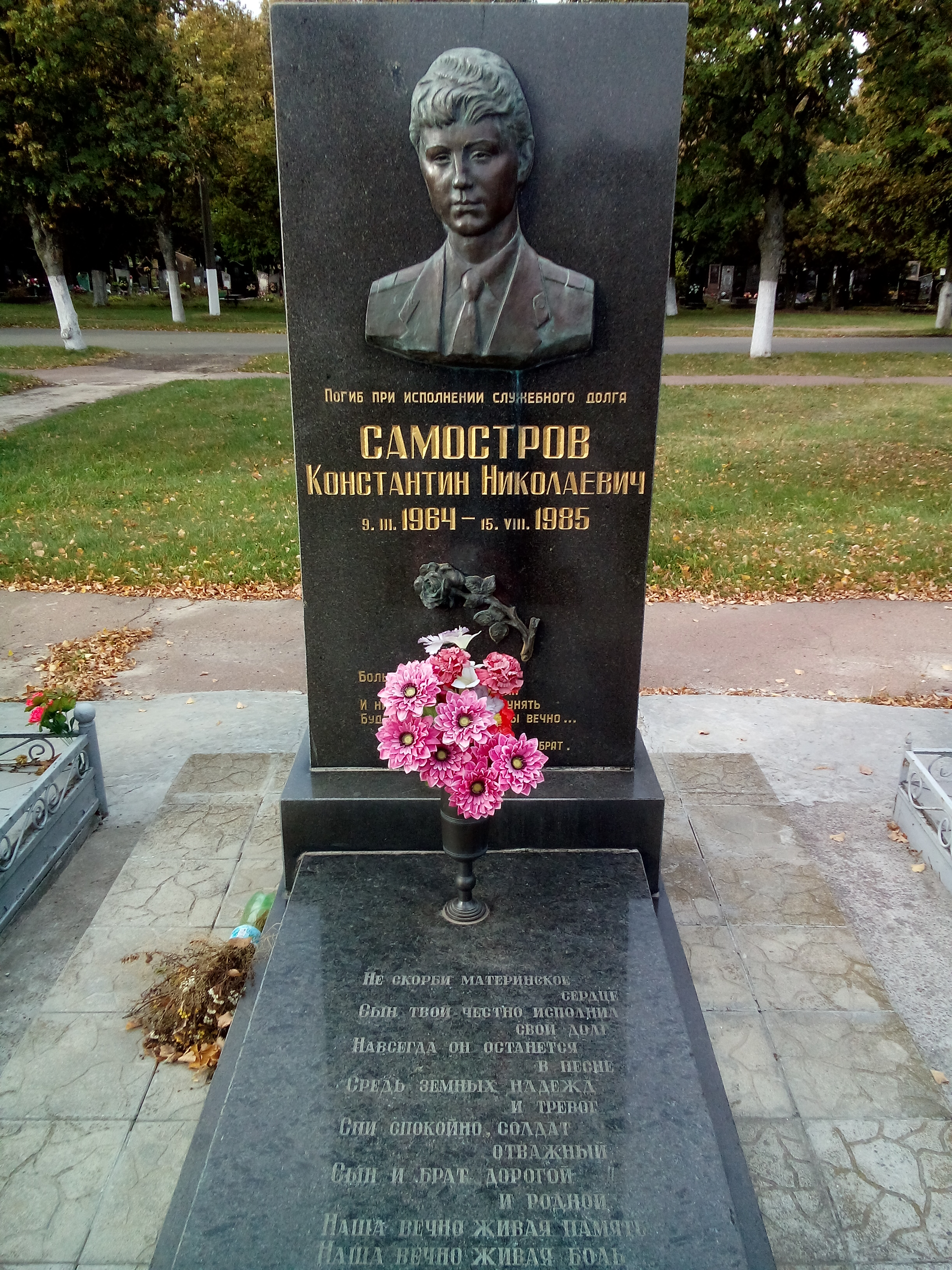
Могила воїна-інтернаціоналіста Самострова К.М. (1964-1985рр.)
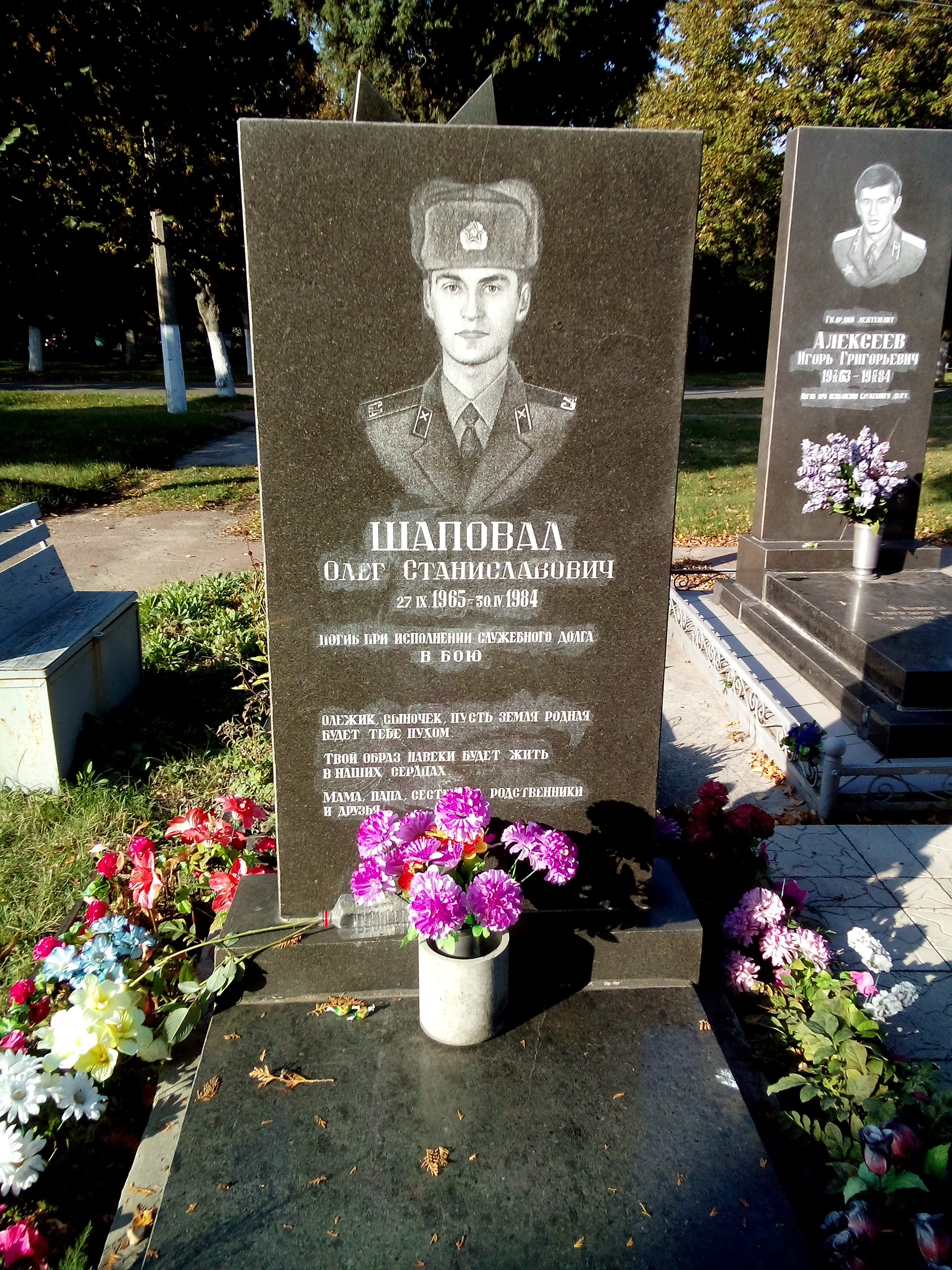
Могила воїна-інтернаціоналіста Шаповала О.С. (1965-1984рр.)
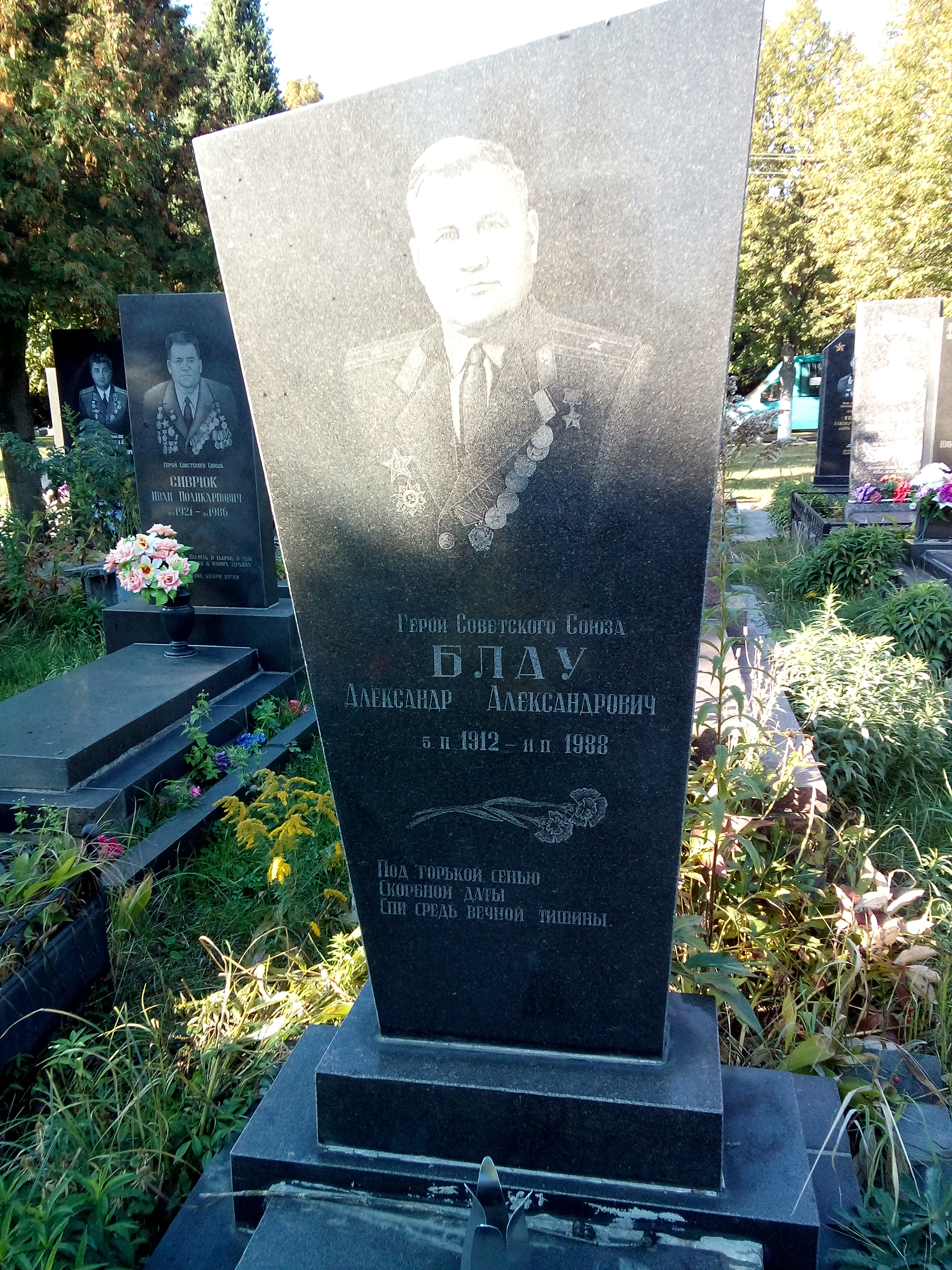
Могила Героя Радянського Союзу Блау О.О. (1912-1988рр.)
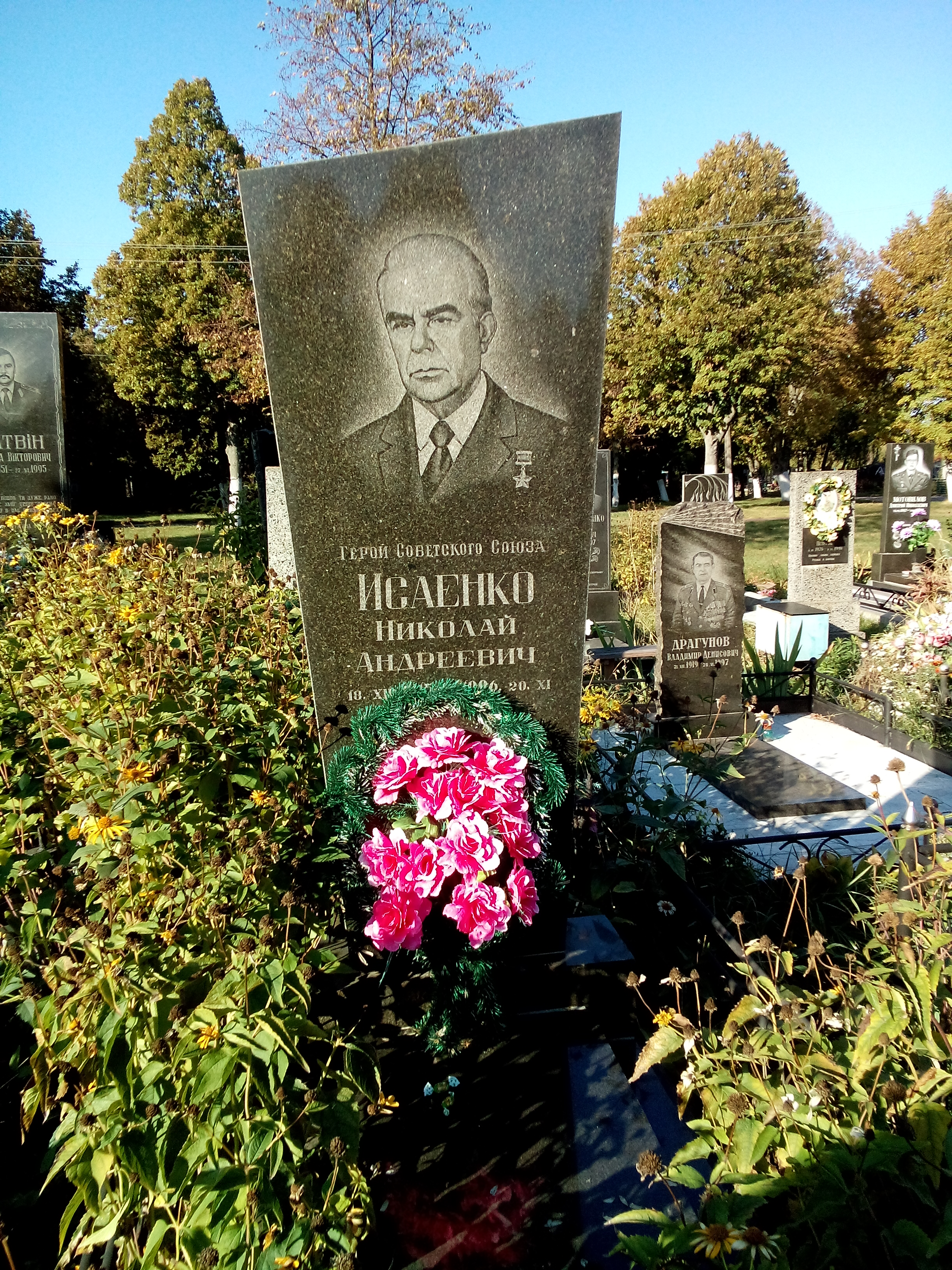
Могила Героя Радянського Союзу Ісаєнка М.А.
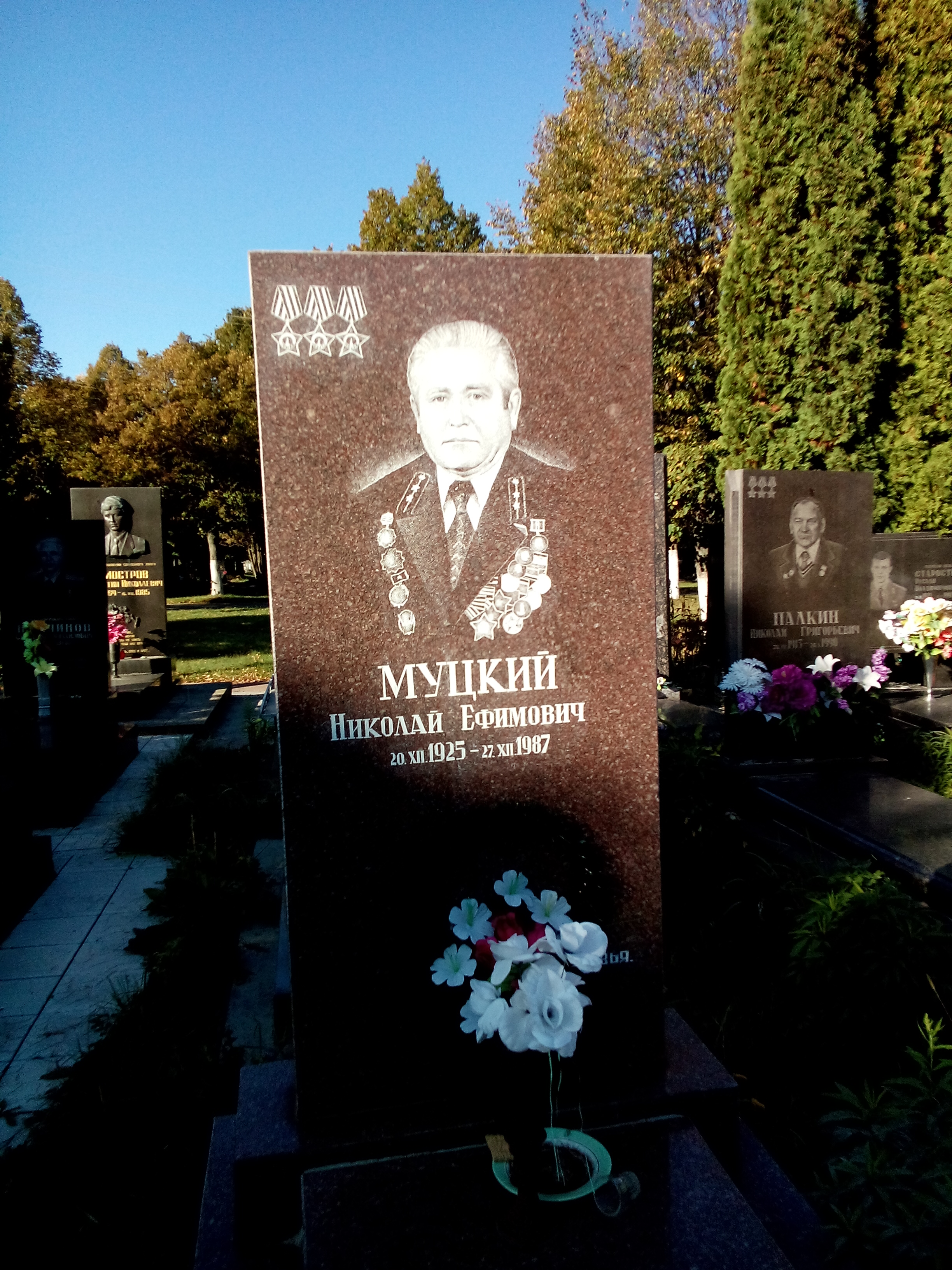
Могила повного кавалера ордену «Слави», ветерана Великої Вітчизняної війни Муцького М.Ю
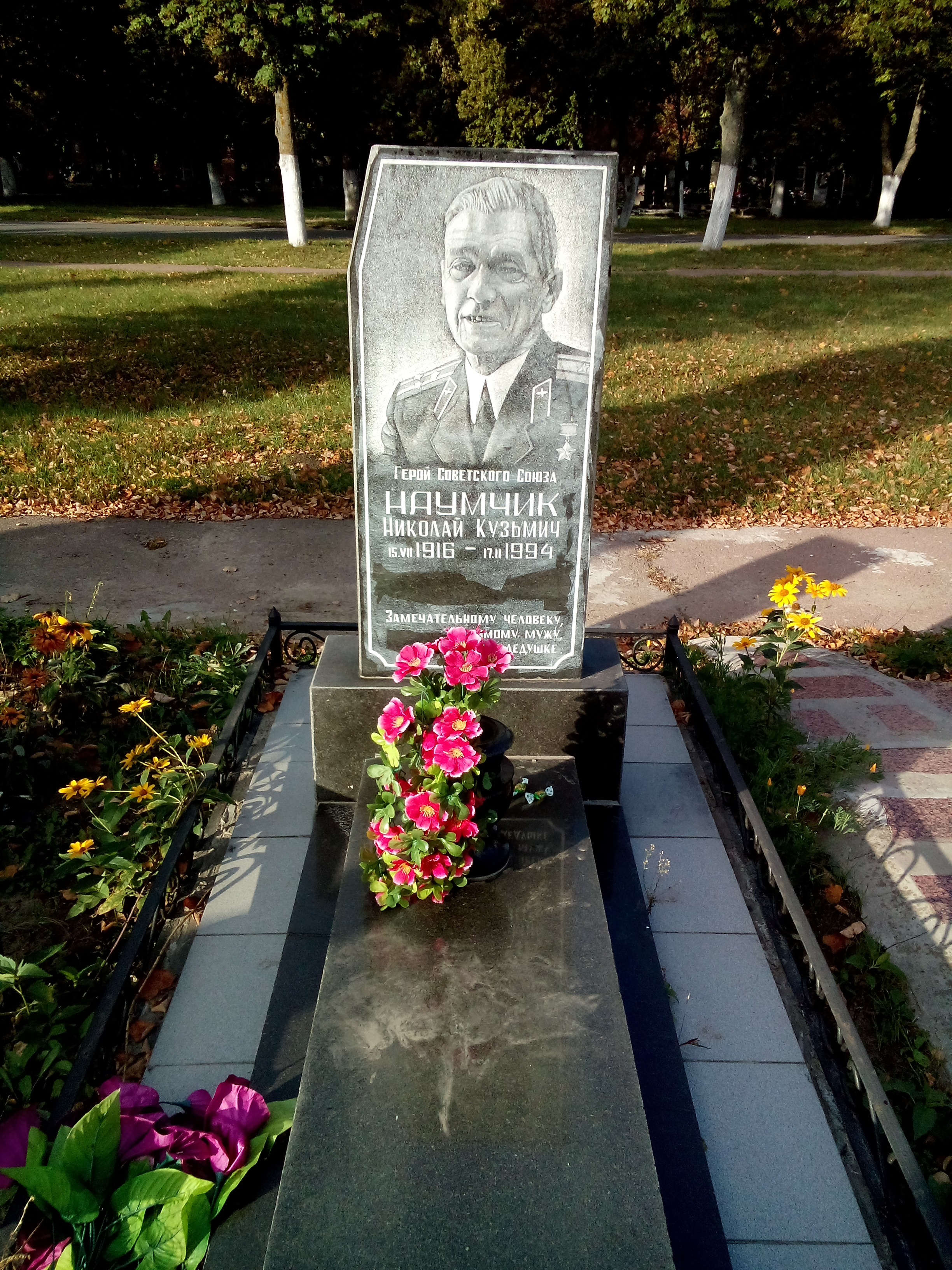
Могила Героя Радянського Союзу Наумчика М.К. (1916-1994рр.)
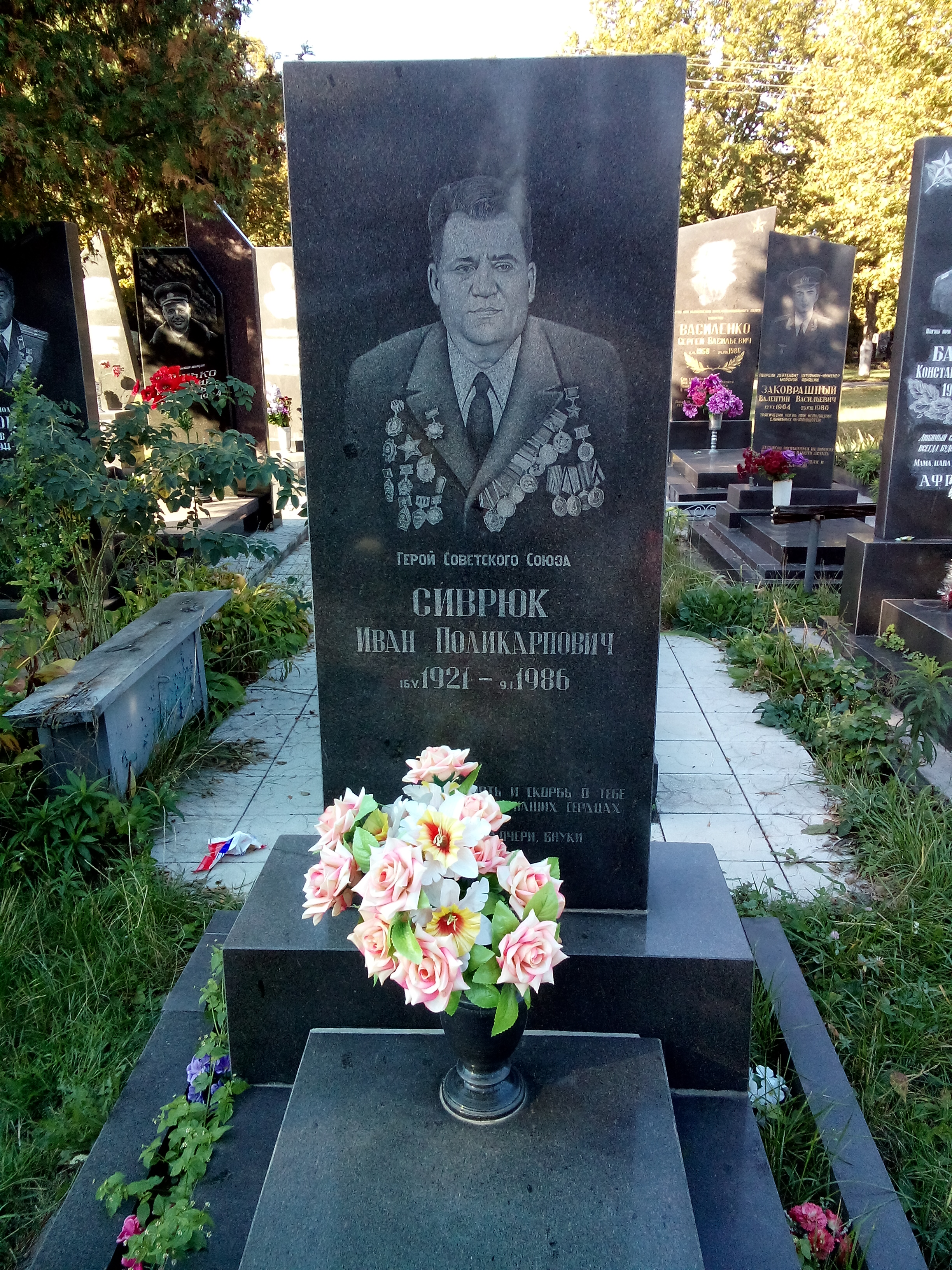
Могила Героя Радянського Союзу Сіврюка І.П. (1921-1986рр.)
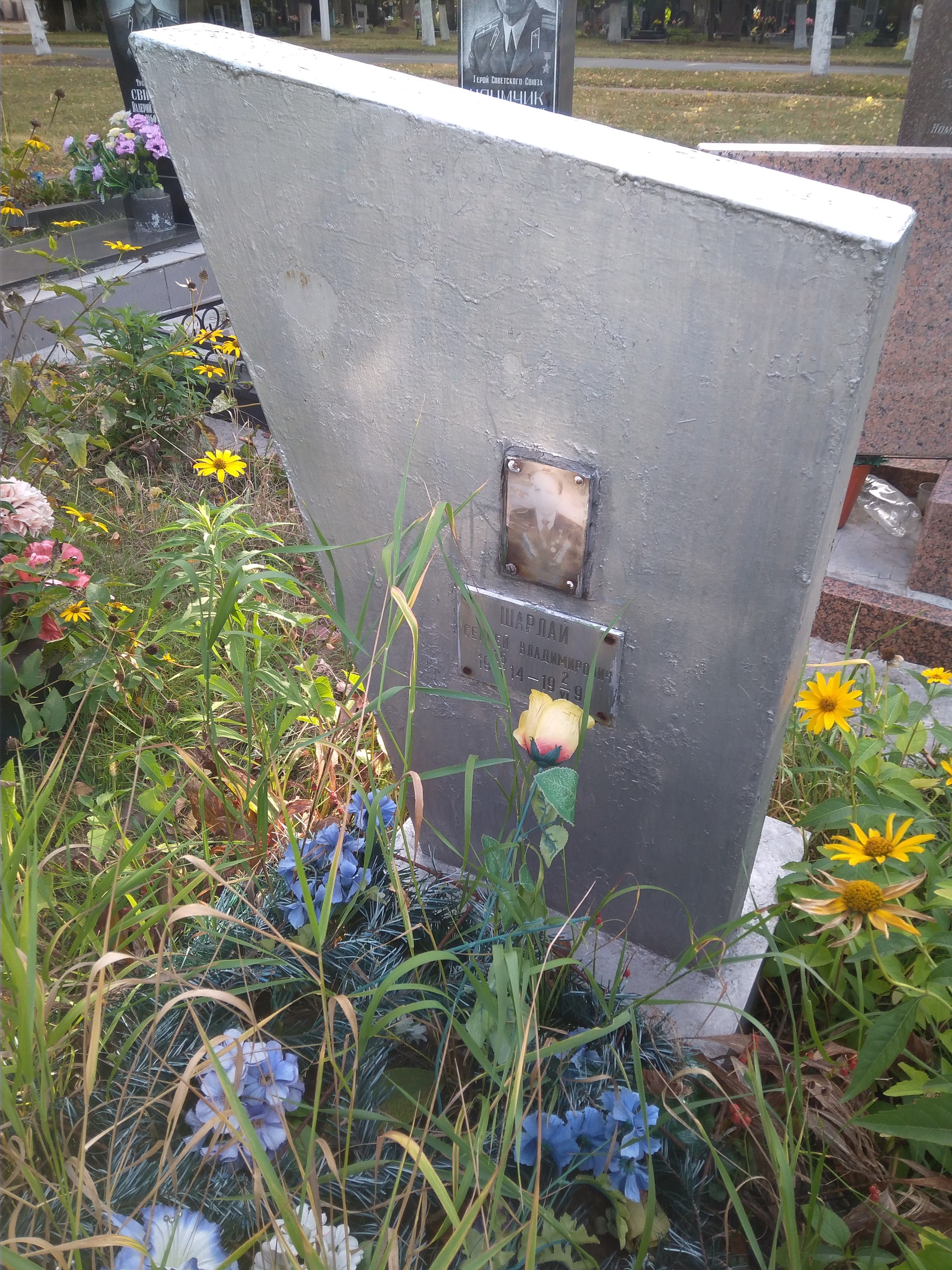
Могила Героя Соціалістичної праці С. В. Шарлая
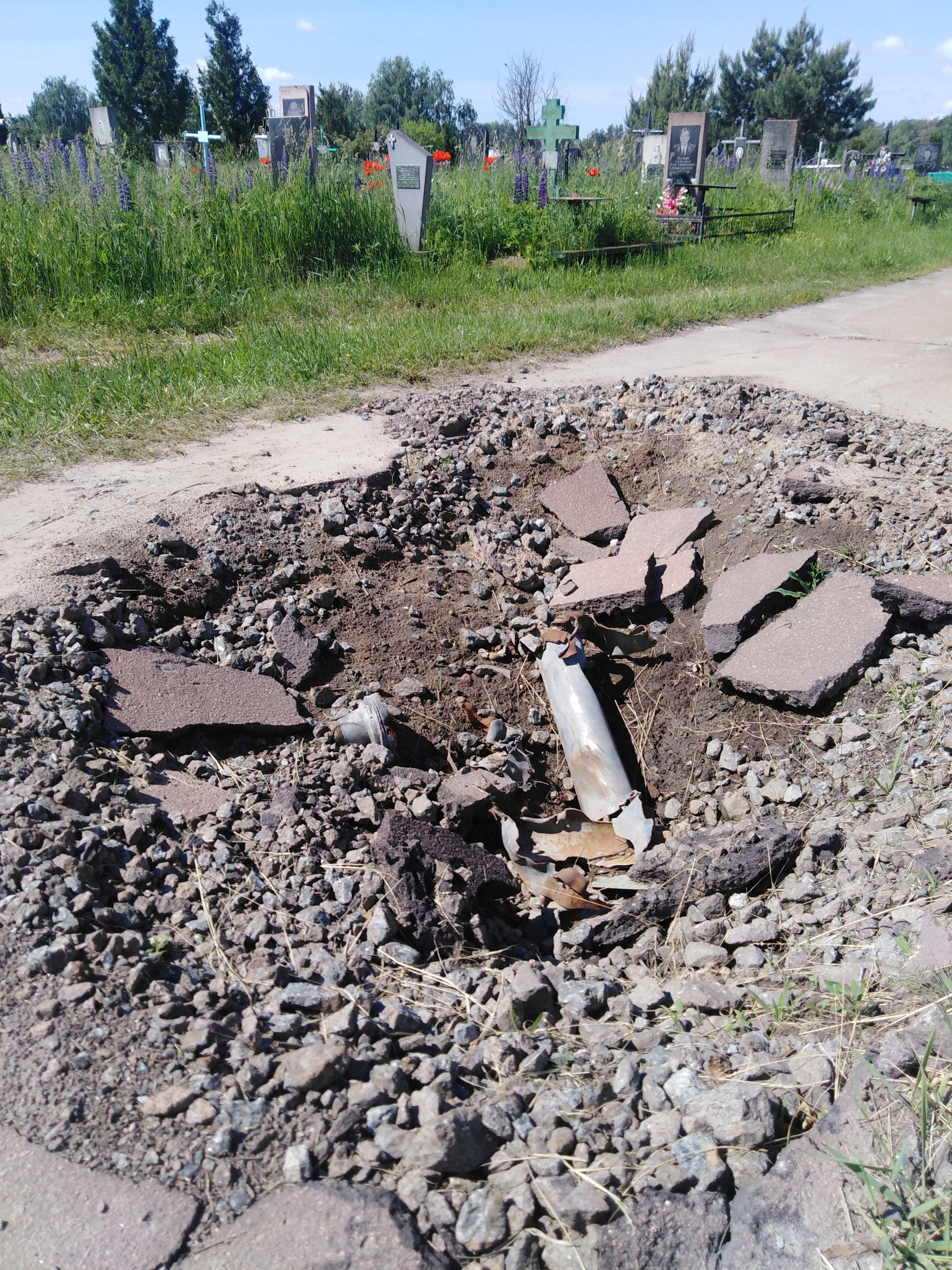
Наслідки обстрілів Яцево військами РФ під час облоги Чернігова у 2022 р.